# Blackness Castle

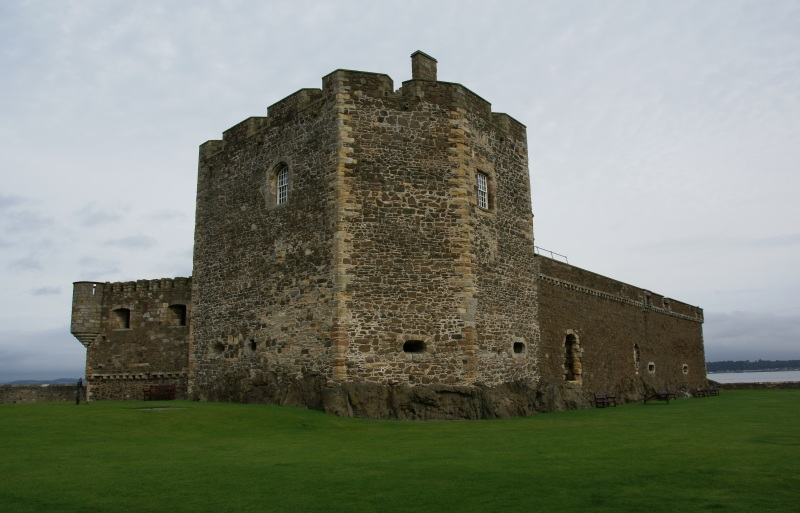
Blackness Castle: de zuidelijke toren met links de verdedigingswerken van de hoofdingang.

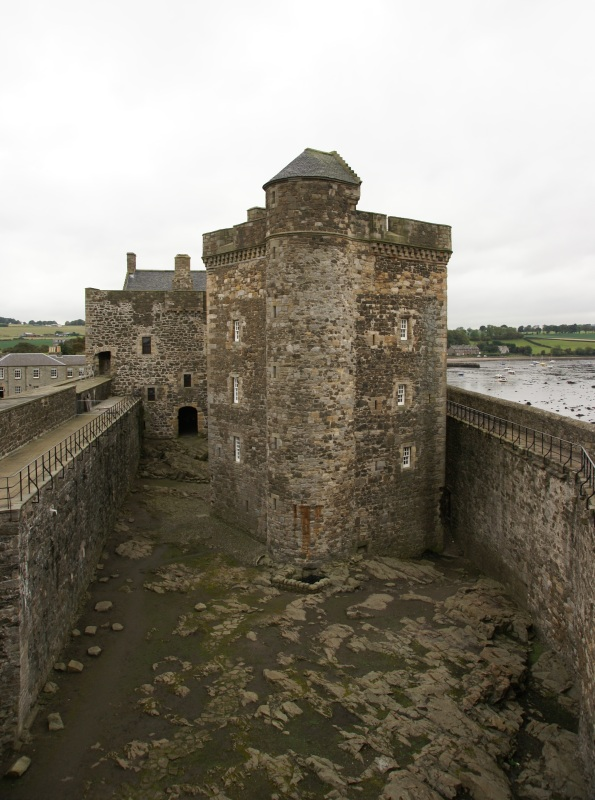
De centrale toren gezien vanaf de 'steven'.

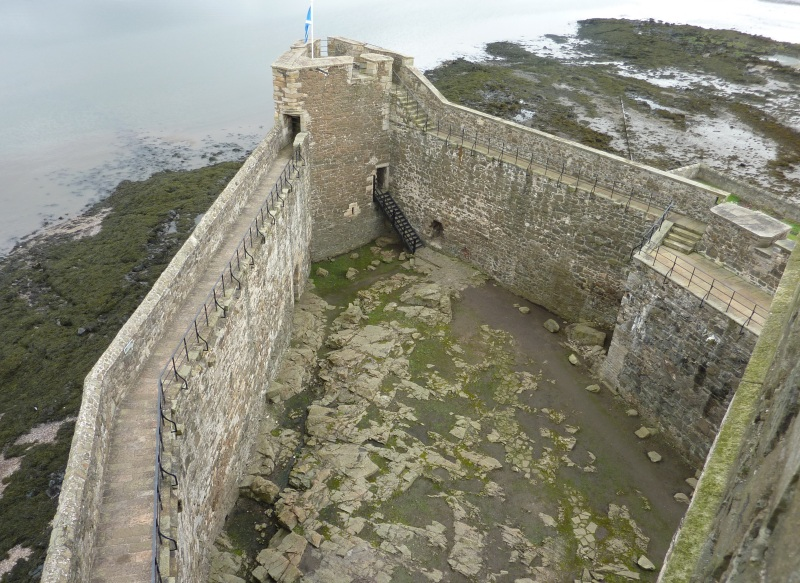
De binnenplaats en de 'steven'.

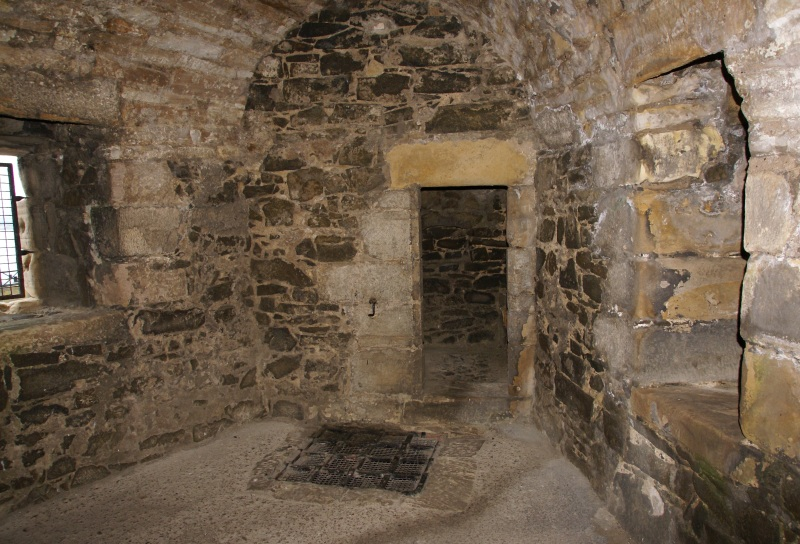
In de noordtoren bevindt zich onder het luik de put-gevangenis.

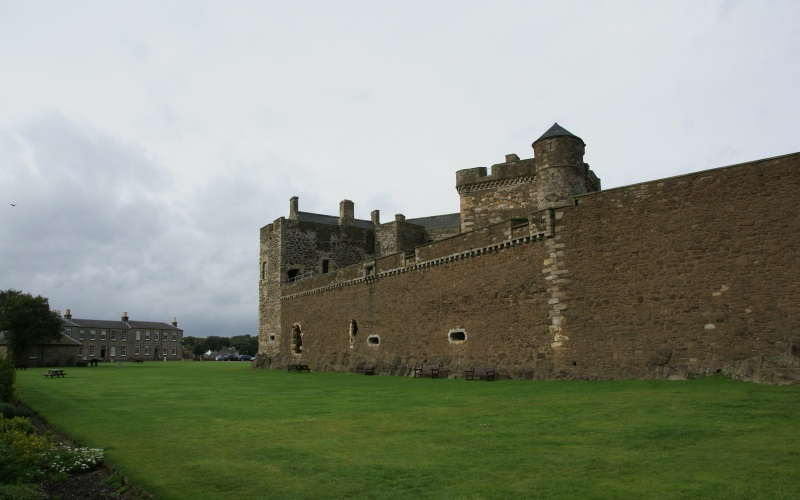
Blackness Castle vanuit het noordoosten. Vlak bij de zuidtoren bevindt zich de dichtgemaakte, oorspronkelijke hoofdpoort.

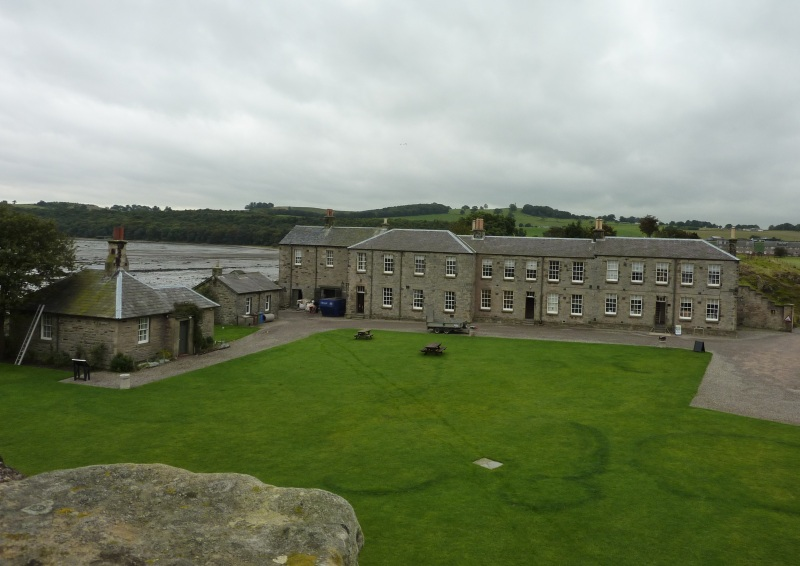
De negentiende-eeuwse barakken.

Blackness Castle is een vijftiende-eeuws kasteel, gelegen in Blackness, 6,1 kilometer ten noordoosten van Linlithgow, in de Schotse regio Falkirk. Het kasteel werd gebouwd als residentie voor de familie Crichton. Enkele jaren nadat het kasteel gereed was, werd het ingenomen door Jacobus II. Blackness Castle bleef vervolgens eigendom van de kroon en diende achtereenvolgens als garnizoensfort en staatsgevangenis.

## Geschiedenis

### Crichton
Blackness Castle is gelegen aan de zuidzijde van de Firth of Forth, negen kilometer stroomopwaarts van de Queensferry Narrows. Ten westen van het kasteel ligt Blackness Bay, de beste natuurlijke haven aan de zuidzijde van de Firth of Forth ten westen van de Queensferry Narrows. Waarschijnlijk werd deze baai ook gebruikt als haven voor Linlithgow sinds de stichting door David I.
Gezien het strategische belang van deze haven, is het waarschijnlijk dat er iets van een verdedigingswerk aanwezig was; hier zijn echter geen sporen van gevonden, noch bewijzen in de archieven voor gevonden. Pas in 1449 wordt er in de archieven melding gemaakt van een kasteel op deze locatie.
Sir George Crichton, admiraal van Schotland, was in 1430 sheriff van Linlithgow. In 1449 had hij een kasteel bij Blackness.
Hij had het land gekocht van de familie Vipont die dit gebied al voor 1200 in bezit had.
De familie Crichton probeerden meer invloed te krijgen aan het koninklijke hof ten tijde van de spanningen tussen de kroon en de familie van de Black Douglases. In 1440 regelde William Crichton, kanselier van Schotland en de neef van George, het Black Dinner (Zwarte Diner) in Edinburgh Castle waarbij de zesde graaf van Douglas werd geëxecuteerd. In 1441 trouwde George met Lady Janet, weduwe van Lord Borthwick en erfgename van Douglas van Dalkeith, wiens landerijen midden in het grondgebied van de Black Douglases lag. Als reactie hierop belegerde William Douglas, achtste graaf van Douglas in augustus 1443 Barnton Castle, de residentie van George Crichton, veroverde en vernietigde het. In 1444 wist de familie Douglas ook Blackness Castle te veroveren en roofden het leeg; de Crichtons heroverden het kasteel weer.
In 1452 doodde Jacobus II de achtste graaf van Douglas in Stirling Castle. De loyaliteit van George Crichton werd beloond met het graafschap van Caithness; die van William Crichton met het graafschap van Moray. Hierna ging het bergafwaarts met de invloed van de familie Crichton: William stierf in 1453 en in 1454 was George gedwongen om Jacobus II tot zijn erfgenaam te benoemen en al zijn eigendommen aan de koning over te dragen, inclusief Blackness Castle. James Crichton, de zoon van George, bezette hierop Blackness Castle en sloot zijn vader op. Jacobus II belegerde vervolgens het kasteel en beschoot het twee weken lang met zijn artillerie, waarna James zich overgaf.

### Koninklijk kasteel
Als koninklijk kasteel had Blackness Castle geen continue bewoning meer, doch een beheerder. De families Hamilton en Livingston waren achtereenvolgens beheerder. Het beheer van Blackness Castle was gekoppeld aan de functie van sheriff van Linlithgow. Jacobus II verbleef enkel in 1454 in het kasteel; Jacobus III enkel in 1488; en Jacobus IV in 1491, 1506 en 1512.
In 1481 werd het kasteel door een Engelse vloot in brand gestoken.
Vanaf 1537 tot 1543 werkte Sir James Hamilton van Finnart, master of works van de koning, aan het versterken van Blackness Castle, waardoor het een van de sterkste kastelen van Schotland werd. Zo waren de muren extra dik aan de meest kwetsbare zijden, de oostzijde en de zuidzijde, en was het kasteel ruimschoots voorzien van kanonnen. Een soortgelijke versterking voerde hij in 1528 uit voor Tantallon Castle.

### Staatsgevangenis
In 1543 werd kardinaal David Beaton, aartsbisschop van St Andrews, in Blackness Castle gevangengezet. Pas na 1454 ging Blackness Castle samen met Edinburgh Castle en Stirling Castle behoren tot de kastelen die meestal als staatsgevangenis dienstdeden. De gevangenen waren veelal afkomstig uit de hoge standen van de samenleving. Zo werd in 1583 Andrew Melville, proost van New College in St Andrews er gevangengezet omdat hij Jacobus VI had belasterd in een preek; Gilbert Kennedy, graaf van Cassilis werd er in 1573 gevangengezet voor zijn deelname aan de burgeroorlog tussen Jacobus VI en zijn moeder Mary, Queen of Scots; Lord Maxwell werd er in 1584 gevangengezet omdat hij te openlijk voorstander was van het katholicisme.
Tijdens de burgeroorlog van 1567-1573 tussen de aanhangers van Jacobus VI en aanhangers van de verbannen Mary, Queen of Scots hield het garnizoen van Blackness Castle het kasteel bezet voor Queen Mary totdat het garnizoen zich in 1573 moest overgeven.
Aan het einde van maart 1651, na de invasie door Oliver Cromwell, werd het kasteel vanaf land en vanuit zee gebombardeerd; na 24 uur gaf het garnizoen zich over en verliet het geruïneerde kasteel. Nadat Karel II in 1660 weer aan de macht kwam, werd het kasteel gerepareerd en in 1691 bestond het garnizoen uit 41 man. In die tijd was de gevangenis vol met mensen die tegen de troonbestijging van de protestante Willem en Maria waren.
Na de vereniging met Engeland in 1707 verloor Blackness Castle de functie van staatsgevangenis. Nadat de Fransen in 1815 in Waterloo waren verslagen, nam de militaire waarde van het kasteel af. In de jaren vijftig van de negentiende eeuw werd Blackness Castle veranderd in een munitieopslagplaats voor de nieuw aangelegde kustbatterijen; deze waren aangelegd in verband met de dreiging van een nieuwe invasie en wel door Napoleon III. Zo'n veertig jaar later verloor het kasteel de functie van munitiedepot.
In 1912 werd het kasteel overgedragen aan de Office of Works en kreeg het kasteel de status van ancient monument. In de jaren twintig en dertig van de twintigste eeuw werd het kasteel drastisch gerestaureerd en teruggebracht naar de situatie in de Middeleeuwen; enkel de pier, de officierskwartieren en de soldatenbarakken overleefden deze restauratie.

## Bouw
De plattegrond van Blackness Castle kan worden vergeleken met dat van een schip dat in noordoostelijke richting vaart. Het kasteel is namelijk aan de noordoostelijke zijde driehoekig; hier bevindt zich de noordtoren, die ook wordt aangeduid als de steven. Deze diende als platform voor artillerie en als secundaire gevangenis. In de toren bevindt zich een luik dat toegang geeft tot een put-gevangenis die bij hoge vloed overstroomde. De noordtoren was oorspronkelijk hoger en werd in 1693 verlaagd om als artillerieplatform te kunnen dienen.
De zuidtoren aan de zuidwestelijke zijde van het kasteel wordt ook aangeduid als de spiegel. Deze zuidtoren staat op de plaats van de vijftiende-eeuwse hal en stamt grotendeels in 1540.
Alle bouwsels behalve de centrale toren zijn verbonden met de grotendeels vijftiende-eeuwse ommuring van het kasteel. Deze centrale toren, die ook wel de hoofdmast-toren wordt genoemd, is de originele vijftiende-eeuwse donjon. De toren bestaat uit vier verdiepingen. In 1553 werd de toren verhoogd en in 1667 werd een ronde traptoren toegevoegd. In deze toren werden edelen gevangengehouden. Bij deze centrale toren bevindt zich een vijftiende-eeuwse waterput.
Aan de westzijde van het kasteel nabij de zuidtoren bevindt zich een zestiende-eeuwse uitbouw met de hoofdpoort, mede verdedigd door een caponnière. Het ijzeren hek in de poort stamt uit 1693.
In de noordelijke muur bevindt zich nabij de noordtoren de waterpoort en nabij de zuidwestelijke hoek een poort die toegang geeft tot de pier, aangelegd in de jaren zeventig van de negentiende eeuw.
De oostpoort, die zich bevond in de zuidelijke muur (die zuidwest-noordoost loopt) was oorspronkelijk de hoofdingang van het kasteel totdat deze aan het einde van de jaren dertig van de zestiende eeuw werd dichtgemaakt. In die periode werden ook de muren aan de zuid- en oostzijde dikker gemaakt.
Ten zuiden van het kasteel bevindt zich een binnenplaats die in de jaren zeventig van de negentiende eeuw werd aangelegd met aan de zuidzijde soldatenbarakken en aan de westzijde officierenkwartieren. In de vijftiende eeuw bevond zich aan de zuidzijde van het kasteel een in rots uitgehouwen greppel die in 1870 werd opgevuld.

## Folklore
Er zijn verhalen die vertellen over onverklare bonkgeluiden uit ongebruikte kamers in het kasteel. Er is ook een verhaal dat een bezoeker op de vlucht sloeg nadat hij was nagejaagd door de verschijning van een boze 'ridder'.

## Beheer
Blackness Castle wordt beheerd door Historic Environment Scotland.